# Griessiefen
Griessiefen ist ein Ortsteil von Vilkerath in der Stadt Overath im Rheinisch-Bergischen Kreis in Nordrhein-Westfalen, Deutschland.

## Lage und Beschreibung
Der Name Griessiefen bedeutet Sandiges Bachtal. Der Weiler befindet sich im Norden Overaths oberhalb des Lennefetals  und ist über eine Zufahrtsstraße von der Landesstraße 84 erreichbar, die auch Kepplerburg anbindet. Zwischen Griessiefen und Vilkerath erinnert ein Gedenkkreuz an den Absturz einer Bundeswehrmaschine vom Typ Noratlas 2501 im Jahr 1961, bei der vier Soldaten den Tod fanden.
Griessiefen gehörte bis 31. Dezember 1974 zur Gemeinde Hohkeppel und wurde nach Auflösung dieser Gemeinde zum Ortsteil von Overath.

## Geschichte

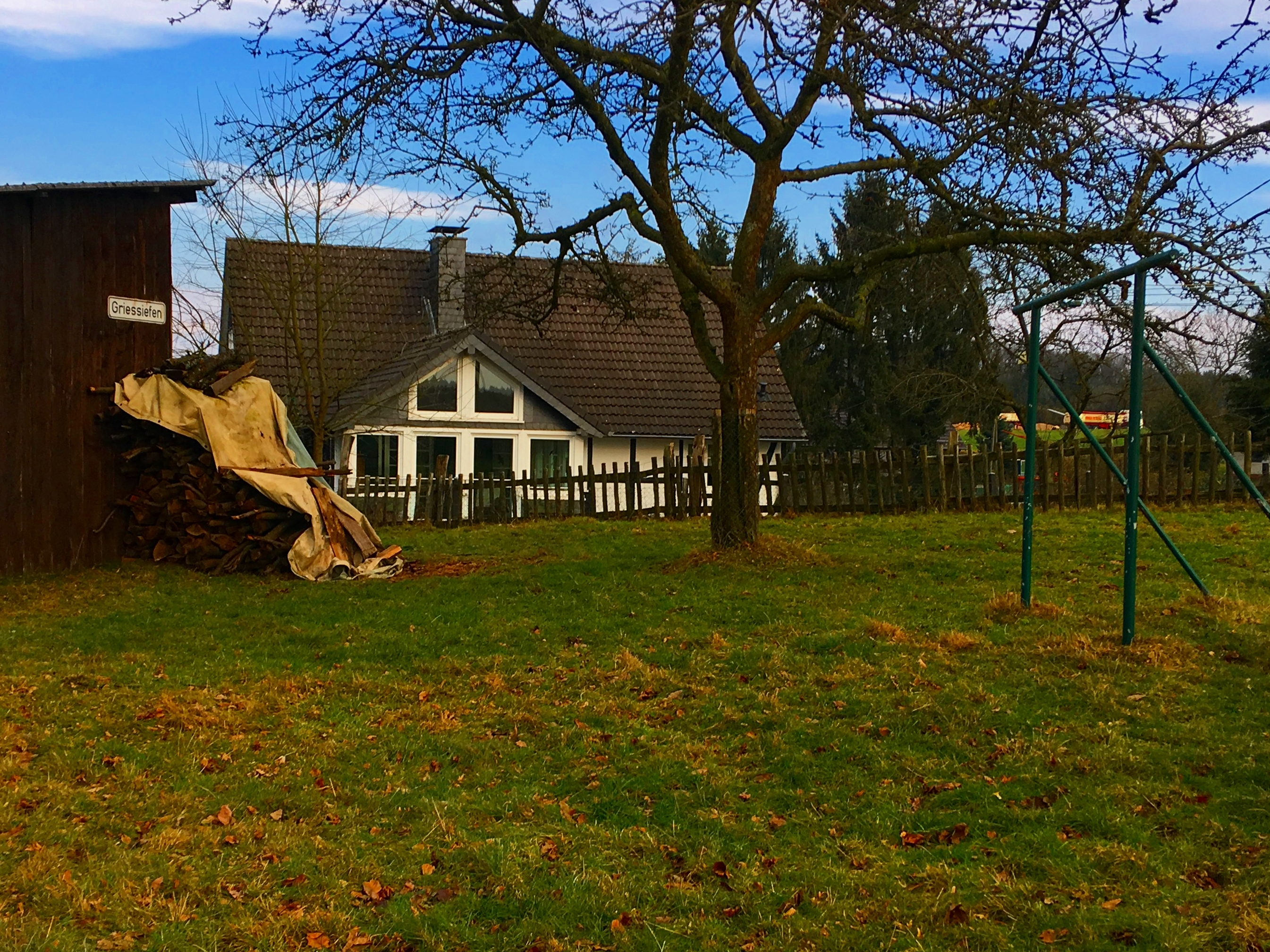
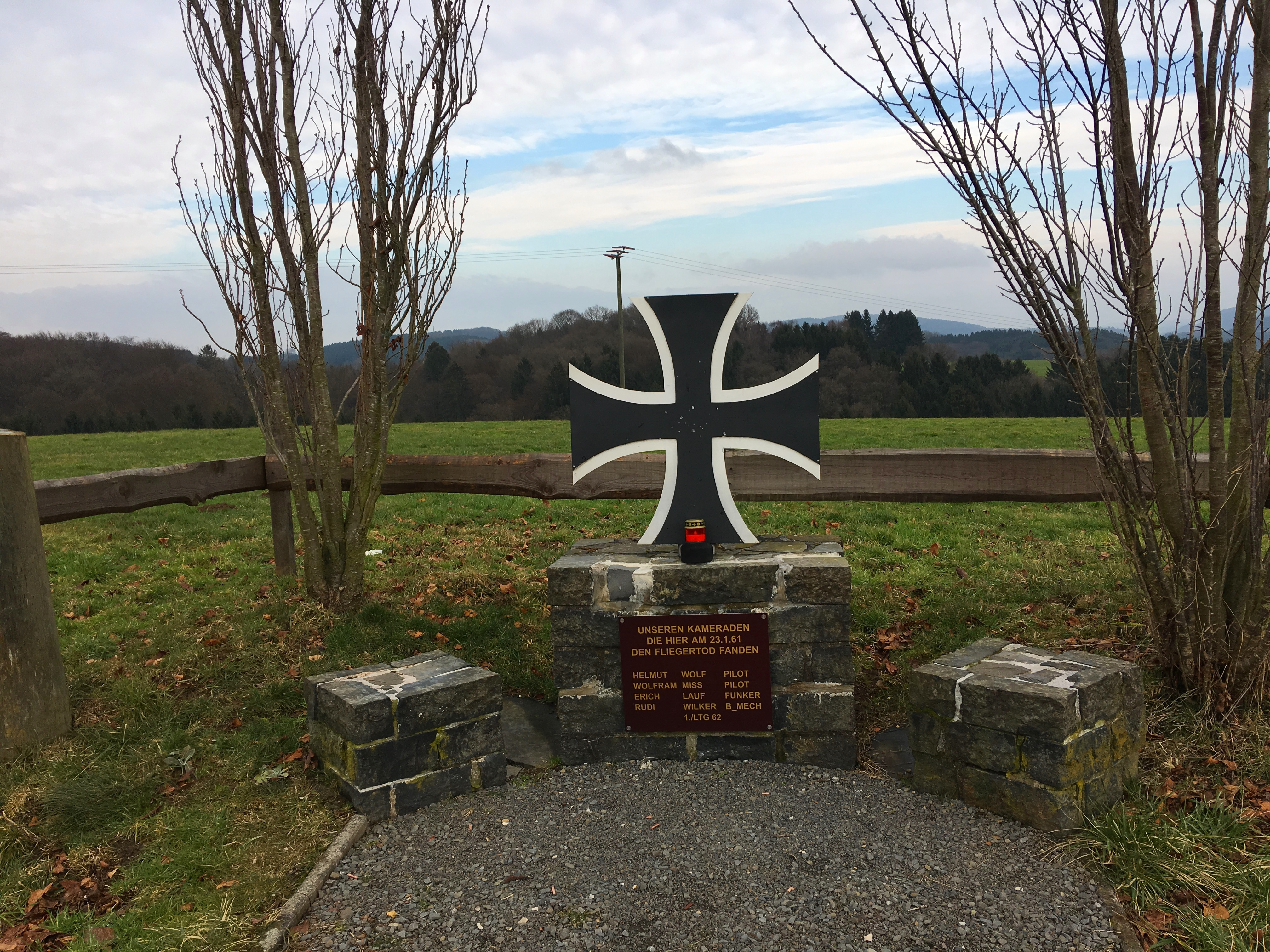
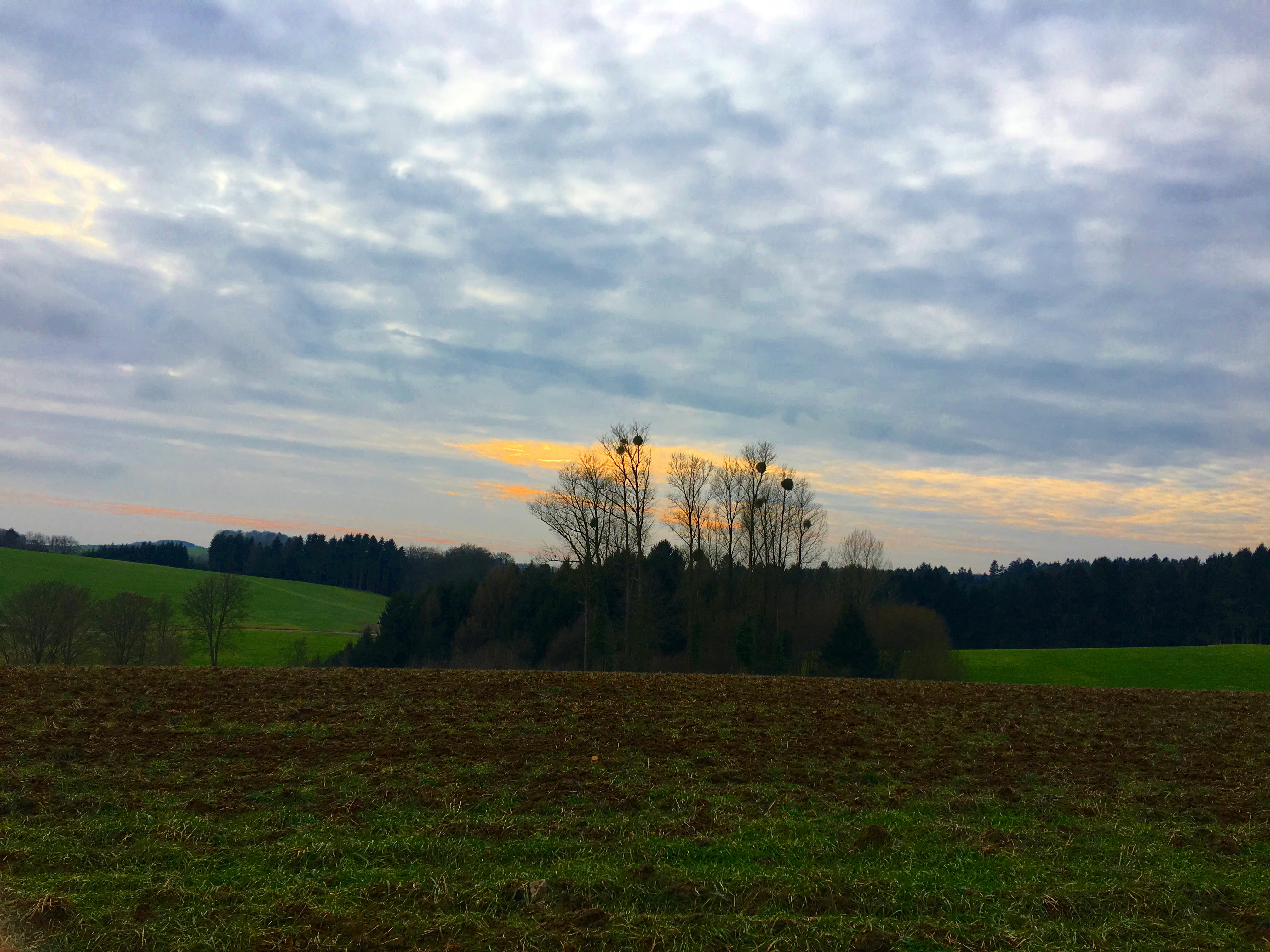

Der Ort wurde im Jahr 1487 als Gryßensyffen urkundlich erwähnt. Das Bestimmungswort Gries stammt laut Dittmaier vom ndd. Grīs (=grau, schimmelig) ab. Die Topographia Ducatus Montani des Erich Philipp Ploennies, Blatt Amt Steinbach, belegt, dass der Wohnplatz bereits 1715 drei Hofstellen besaß, die als Grissiefen beschriftet sind. Carl Friedrich von Wiebeking benennt die Hofschaft auf seiner Charte des Herzogthums Berg 1789 als Grisiefen. Aus ihr geht hervor, dass der Ort zu dieser Zeit Teil der Honschaft Vellingen im Kirchspiel Hohkeppel war.
Der Ort lag nahe der Heidenstraße, einer bedeutenden mittelalterlichen Altfernstraße von Köln über Kassel nach Leipzig. Die heutige Landesstraße 84 folgt der Trasse des alten Höhenwegs Richtung Hohkeppel.
Der Ort ist auf der Topographischen Aufnahme der Rheinlande von 1817 als Gressiefen verzeichnet. Die Preußische Uraufnahme von 1845 zeigt den Wohnplatz unter dem Namen Griessiefen. Ab der Preußischen Neuaufnahme von 1892 ist der Ort auf Messtischblättern regelmäßig als Griessiefen verzeichnet.
1822 lebten 29 Menschen im als Hof kategorisierten und Gressiefen bezeichneten Ort, der nach dem Zusammenbruch der napoleonischen Administration und deren Ablösung zur Gemeinde Hohkeppel der Bürgermeisterei Engelskirchen im Kreis Wipperfürth gehörte. Für das Jahr 1830 werden für den als Gressiefen bezeichneten Ort 36 Einwohner angegeben. Der 1845 laut der Uebersicht des Regierungs-Bezirks Cöln als Hof kategorisierte und Griessiefen bezeichnete Ort besaß zu dieser Zeit drei Wohngebäude mit 29 Einwohnern, alle katholischen Bekenntnisses. Die Gemeinde- und Gutbezirksstatistik der Rheinprovinz führt Griessiefen 1871 mit fünf Wohnhäusern und 26 Einwohnern auf. Im Gemeindelexikon für die Provinz Rheinland von 1888 werden für Griessiefen vier Wohnhäuser mit 18 Einwohnern angegeben. 1895 besitzt der Ort vier Wohnhäuser mit 26 Einwohnern und gehörte konfessionell zum katholischen Kirchspiel Hohkeppel, 1905 werden vier Wohnhäuser und 19 Einwohner angegeben.
Aufgrund § 10 und § 14 des Köln-Gesetzes wurde 1975 die Gemeinde Hohkeppel aufgelöst und in Lindlar eingemeindet. Dabei wurden einige Ortsteile Hohkeppels in die Gemeinde Overath umgemeindet, darunter Griessiefen.